# ロンブロン島
ロンブロン島（ロンブロンとう、英語: Romblon）はフィリピンの島でシブヤン島、タブラス島と並ぶロンブロン州の主要な三島の一つ。ロンブロン州の州都ロンブロンが置かれている。
座標: 北緯12度32分 東経122度18分 / 北緯12.533度 東経122.300度